# Baitullah Mehsud
Baitullah Mehsud (1975 circa – Makeen, 5 agosto 2009) è stato un militare afghano.
È stato il comandante leader del Movimento talebano del Pakistan o TTP nella zona tribale a nord-ovest presso il confine afgano. Membro della tribù mehsud del Waziristan del Nord.
Combatté contro i sovietici negli anni ottanta, con i talebani negli anni novanta e contro le forze USA e NATO dopo il 2001.
Baitullah è stato ucciso con altre 9 persone tra le quali la moglie e la suocera , il 5 agosto 2009 da un drone statunitense a Makeen nel Waziristan: era stato accusato dal governo Pervez Musharraf di essere il mandante dell'omicidio di Benazir Bhutto. Accusa di cui si era sempre dichiarato innocente.
Il suo successore Hakimullah Mehsud verrà ucciso anche lui in Pakistan da un drone statunitense nel 2013.